# Bømlo
Bømlo est une municipalité du comté de Vestland en Norvège. C'est également le nom d'un archipel de 900 îlots situé à l'ouest de Stord.
La commune est le fruit de la division de la municipalité de Finnås le 1er juillet 1916 en Bømlo, Bremnes et Moster.